# Пальцехождение
У наземных позвоночных пальцехождение — это ходьба или бег на пальцах (лат. digitigrade, от digitus, «палец», и gradior, «хождение»). Пальцеходящее животное — это животное, которое стоит или ходит так, что пальцы ног (фалангиевые кости) касаются земли, а остальная часть стопы приподнята. К пальцеходящим относятся ходячие птицы (то, что многие считают птичьими коленями, на самом деле является лодыжками), кошки, собаки и многие другие млекопитающие, но не стопоходящие или копытные. Пальцеходящие обычно передвигаются быстрее и тише, чем другие животные.

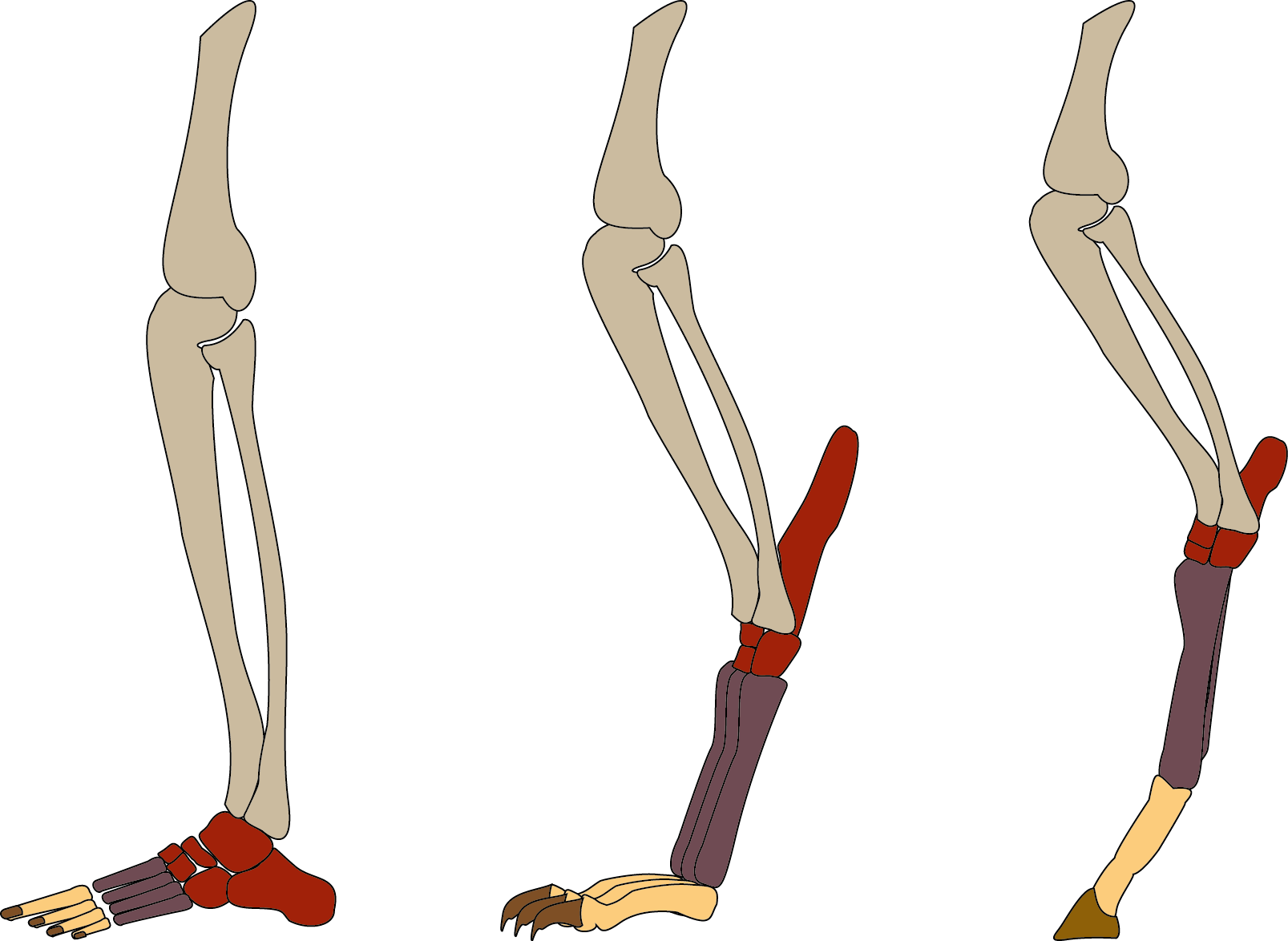
Сравнение строения нижних конечностей. Слева направо: стопоходящие, пальцеходящие и копытные. Красным цветом обозначены базиподы, фиолетовым — метаподы, жёлтым — фаланги, коричневым — кератиновые ногти.

Существуют анатомические различия между конечностями стопоходящих, таких как люди, и конечностями как копытных, так и пальцеходящих. Пальцеходящие и копытные животные имеют относительно длинные запястья и предплюсны, и кости, соответствующие человеческой лодыжке, таким образом, расположены намного выше, чем у человека. У пальцеходящего животного это эффективно удлиняет ступню настолько, что то, что часто называют «руками» и «ступнями» пальцеходящего животного, соответствует только тому, что было бы костями человеческого пальца руки или ноги.
Люди ходят подошвами ног по земле стопоходящей походкой. Напротив, пальцеходящие животные ходят на своих дистальных и промежуточных фалангах. Пальцехождение отвечает за характерную крючковидную форму собачьих лап.
Копытные животные, такие как лошади и крупный рогатый скот, ходят только на самых дистальных концах своих пальцев, в то время как у пальцеходящих животных более чем один сегмент пальца соприкасается с землёй либо напрямую (как у птиц), либо через подушечки лап (как у собак).

## Примеры
- Мезонихии

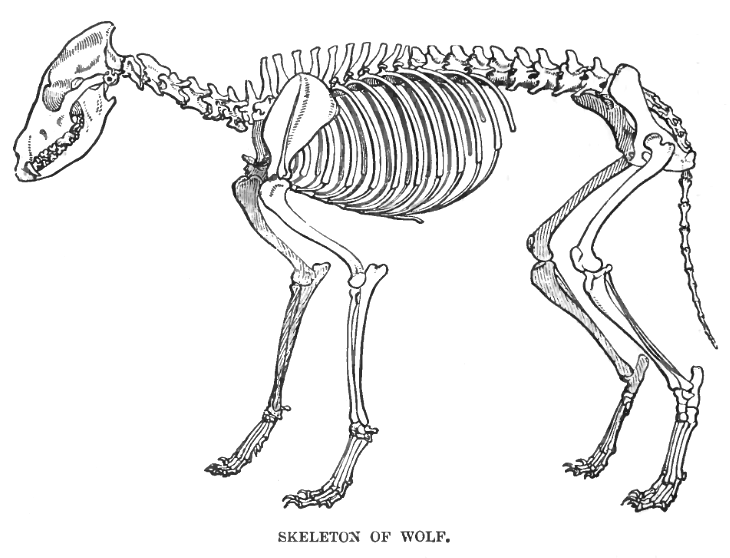
Скелет волка с типичным пальцеходящим расположением костей ног и стоп

- Динозавры (пальцеходящие и полупальцеходящие)
  - Птицы (кроме стопоходящих гагар, поганковых и пингвинов)
- Свиньи (полупальцеходящие)
- Носороги
- Бегемоты (полупальцеходящие)
- Тапир
- Пакицеты
- Индохиусы
- Сумчатый волк
- Кошачьи
- Гиены
- Верблюдовые
- Мангустовые
- Псовые
- Слоновые (полупальцеходящие)[1]
- Капибары (полупальцеходящие)
- Trucidocynodon (полупальцеходящий, по крайней мере, на передних конечностях)